# Georg Schaumberg

Georg Schaumberg

Georg Schaumberg (* 30. Mai 1855 in Ansbach; † 2. März 1931 in München) war ein deutscher Schriftsteller.

## Leben
Schaumberg lebte eine Zeitlang in Neuruppin und war dort als Redakteur der Neuruppiner Zeitung tätig. Seit 1889 lebte er in München, wo er zunächst die Leitung der Wochenrevue Illustrierte Münchener Stadtzeitung innehatte. Zusammen mit Michael Georg Conrad, Otto Julius Bierbaum und Oskar Panizza gehörte Schaumberg zu den Gründungsmitgliedern der Gesellschaft für modernes Leben und zählte zu den Literaten der Münchner Moderne. Neben Gedichten lag der Schwerpunkt seines Schaffens auf dem Gebiet des Theaters.

## Werke
- Eine gründliche Kur. Schwank in einem Akt, 1886
- Der Tag von Sedan, Schauspiel, 1888
- 6 Texte (Gedichte und Kurzprosa) in: Modernes Leben. Ein Sammelbuch der Münchner Modernen, Poeßl, München 1891 (Digitalisat im Internet Archive)
- Dies irae und andere Gedichte, 1893
- Gedicht Im Batzenhäusl in: Jugend № 41 vom 10. Oktober 1896, S. 678
- Die Landshuter Hochzeit, Festspiel, 1905
- Fanfreluche. Musikalisches Lustspiel in zwei Akten von Wilhelm Mauke.[1] Text nach einer Novelle von Gautier. Vollständiger Klavier-Auszug mit deutschem Text. Drei Masken Verlag, München 1912
- Libretto zu Nikodemus. Oper in drei Akten von Hans Grimm. Hieber, München 1926